# J. Evan Bonifant
James Evan Bonifant (* 19. August 1985 in Virginia Beach, Virginia) ist ein US-amerikanischer Schauspieler.

## Leben
Als Kind spielte Bonifant kleine Rollen in TV-Sendungen und einigen Filmen. Seine bemerkenswerteste Rolle war die des zehnjährigen Buster Blues in Blues Brothers 2000. Für seine Rolle in 3 Ninjas – Kick Back war er 1995 für den Young Artist Award nominiert. Im Jahr 2008 spielte Bonifant die Rolle des Jerko Phoenix in der Disney-Serie Die Zauberer vom Waverly Place (engl. Wizards of Waverly Place).

## Filmografie (Auswahl)
- 1994: 3 Ninjas – Kick Back (3 Ninjas Kick Back)
- 1998: Blues Brothers 2000 (Blues Brothers 2000)